# Zaire ai Giochi della XXVI Olimpiade
Lo Zaire partecipò ai Giochi della XXVI Olimpiade, svoltisi ad Atlanta, Stati Uniti, dal 19 luglio al 4 agosto 1996, con una delegazione di 14 atleti impegnati in due discipline.